# Nicholas Sparks
Nicholas Charles Sparks (født 31. december 1965) er en amerikansk bestsellerforfatter. Han skriver romaner med emner der omhandler kristendom, kærlighed, tragedie og skæbne. Nogle af hans værker såsom The Notebook og A Walk to Remember er blevet filmatiseret.

## Biografi
Sparks blev født nytårsaften 1965 i Omaha, Nebraska, som søn af Patrick Michael Sparks, en professor, og Jill Emma Marie Sparks, hjemmegående, og til tider assistent hos en optiker. Han har to søskende; en bror, Michael Earl "Micah" Sparks (1964-), og en afdød søster, Danielle "Dana" Sparks (1966-2000), om hvem Sparks har sagt, var inspirationen til hovedrollen i hans roman A Walk to Remember . Sparks blev opdraget i den roman katolske tro og er af tysk, tyrkisk, engelsk og irsk afstamning.
Fordi Sparks' far var i gang at skrive sit speciale, imens Sparks var lille, så nåede Sparks at bo i både Minnesota, Los Angeles og Grand Island, Nebraska, inden han var fyldt 8 år. I 1974 flyttede hans familie til Fair Oaks, California og blev der, imens Sparks gik i high school. Han dimitterede fra Bella Vista High School i 1984 som dimissionstaler, hvorefter han tog direkte på college, efter at have modtaget et legat i atletik fra University of Notre Dame. Som 1. årselev i 1985 satte Sparks' hold rekorden i 4 x 800 meter stafetløb. Han tog sit speciale i forretningsfinans og dimitterede med høje karakterer i 1988.
Sparks mødte sin kone, Carol Cole, under en ferie i foråret 1988. De blev gift i juli 1989 og flyttede så til Sacramento, California. Efter at være blevet afvist fra både forfatter – og advokatskoler, besluttede Sparks sig for at prøve andre karrieremuligheder over de næste tre år, hvor han bl.a. arbejdede som ejendomsvurder, servitrice, tandlæge-udstyrssælger over telefon og startede sit eget industrifirma. I 1992 begyndte Sparks at sælge medicin og i 1993 blev forflyttet til New Bern, North Carolina, hvor han skrev sin første udgivende bog, The Notebook, i sin fritid.
Sparks og hans kone bor i øjeblikket i New Bern, Californien med deres tre drenge; Miles, Ryan Cote og Landon og deres tvillingedøtre; Lexie Danielle og Savannah Marin. Sparks donererede for nylig en sum penge til New Bern High School og bidrog dermed til de lokale og nationale værdier. Han bidrager til Creative Writing Program ved University of Notre Dame ved at fundere legater og årlige legater. Han og hans kone donerede også $10 mio. for at starte en kristen privatskole, der lægger vægt på rejser for studerende og lærer dem evolution.

## Skrivekarriere
I 1985 skrev Sparks sin første roman, The Passing Wind, som han skrev i sommerferien mellem hans 1. og 2. år på Notre Dame – den blev aldrig udgivet. I 1989 skrev han sin anden roman, der heller ikke blev udgivet, The Royal Murders. I 1994 over en periode på seks måneder, skrev Sparks sin første udgivet roman, nemlig The Notebook. Han blev opdaget af en litteraturagent, Theresa Park, som fandt The Notebook i sit bureaus indbakke. Hun kunne lide den og tilbød at præsentere ham. I oktober 1995 sikrede Park et forskud på $1 mio. for The Notebook fra Time Warner Book Group. Romanen blev udgivet i oktober 1996 og røg direkte ind som nr. 1 på New York-bestseller i dens første uge på gaden.
Efter hans første udgivelsessucces, skrev Sparks en række internationale bestsellere, som alle blev oversat til 35 sprog. Fire af hans romaner er blevet filmatiseret: Message in a Bottle, A Walk to Remember (2002), The Notebook (2004) og Nights in Rodanthe. Pr. marts 2006 har hver film indkasseret:
- Message in a Bottle, mere end $118 millioner[5].
- A Walk To Remember, mere end $47 millioner[6].
- The Notebook, mere end $115 millioner[7].

I 1990 skrev Sparks sammen med Billy Mills romanen: Wokini: A Lakota Journey to Happiness and Self-Understanding, bogen blev udgivet af Feather Publishing, Random House og Hay House Books. Salget for denne bog toppede 50.000 solgte udgaver i dens første udgivelsesår.
Sparks har skrevet et usolgt filmmanuskript til hans roman The Guardian.

## Værker
- The Notebook (oktober 1996) ISBN 0-446-52080-2
- Message in a Bottle (april 1998) ISBN 0-446-52356-9
- A Walk to Remember (oktober 1999) ISBN 0-446-52553-7
- The Rescue (september 2000) ISBN 0-446-52550-2
- A Bend in the Road (september 2001) ISBN 0-446-52778-5
- Nights in Rodanthe (september 2002) ISBN 0-446-53133-2
- The Guardian (april 2003) ISBN 0-446-52779-3
- The Wedding (september 2003) ISBN 0-446-53245-2
- Three Weeks with my Brother (april 2004) ISBN 0-446-53244-4. En virkelig fortælling om en rejse med hans bror efter at de mistede deres forældre og deres søster over en meget kort periode.
- True Believer (april 2005) ISBN 0-446-53243-6
- At First Sight (oktober 2005) ISBN 0-446-53242-8
- Dear John (oktober 2006) ISBN 0-446-52805-6
- The Choice (september 2007) ISBN 0-446-57992-0
- The Lucky One (oktober 2008)
- The Last Song (september 2009)
- Safe Haven (september 2010)
- The Best of Me (oktober 2011)
- The Longest Ride (september 2013)

## Filmatiseringer
- Message in a Bottle (1999)
- A Walk to Remember (2002)
- The Notebook (2004)
- Nights in Rodanthe (2008)
- Dear John (2010)
- The Last Song (2010)
- The Lucky One (2012)
- Safe Haven (2013)
- The Longest Ride (2015)
- The Best of Me (2014)
- The Choice (2016)